# Rosema melini
Rosema melini är en fjärilsart som beskrevs av Felix Bryk 1953. Rosema melini ingår i släktet Rosema och familjen tandspinnare. Inga underarter finns listade.